# Albrecht Krafft von Dellmensingen
Albrecht  Krafft von Dellmensingen (Rothenfels, 17 marzo 1871 – Calcutta, 22 settembre 1900) è stato un alpinista, avvocato e geologo tedesco,  il 12 novembre 1892 fondò l'Associazione Alpina Accademica di Monaco di Baviera (AAVM); con undici persone che condividevano le sue idee e ne fu eletto primo presidente. Fu pioniere degli "alpinisti senza guida" nelle grandi zone glaciali delle Alpi orientali e occidentali, nelle ascensioni della maggior parte delle vette principali e in quasi tutte le zone delle Dolomiti e dell'Himalaya.

## Biografia
Albrecht Krafft nacque il 17 marzo 1871 a Rothenfels nel Distretto della Bassa Franconia. Completò gli studi secondari prima a Kempten, poi a Monaco di Baviera e si iscrisse all'università nel 1889. Inizialmente si dedicò allo studio della giurisprudenza presso l'Università di Monaco e temporaneamente a Ginevra. In questi anni si verificò uno sviluppo estremamente ricco della sua attività alpinistica. All'età di tredici anni aveva già scalato,  accompagnato dal padre,  la Kleine Zinne  di Lavaredo che  con i suoi 2.857 m è la più piccola delle Tre Cime.
Ulteriormente ispirato dai brillanti successi dell'amico alpinista  Georg Winkler, Krafft realizzò una serie di esplorazioni innovative nel Wilder Kaiser alla fine del 1880, un'area, tra l'altro, in cui negli anni successivi risolse anche nuove sfide alpinistiche. Krafft era dotato di un corpo ginnico con una muscolatura atletica, un senso dell'orientamento quasi incredibile e la determinazione nell'azione. La tenacia di volontà gli permisero di diventare un pioniere degli alpinisti "senza guida" nelle grandi regioni glaciali delle Alpi e sulle montagne di Zermatt. Conquistò la maggior parte delle vette principali e intraprese grandi imprese, come la traversata del Cervino; nel Gruppo dell'Ortles, attraversò la cresta dal Piz Tresero al Cevedale. In quasi tutte le zone delle Dolomiti visitò le cime più importanti e affrontò i problemi di arrampicata sempre più difficili in diverse parti delle Alpi orientali, come la prima ascensione senza guida del Watzmann da St. Bartholomä, la difficile traversata della cresta dall'Hochtenn al Wiesbachhorn e, infine, una serie di straordinarie escursioni su roccia nei monti del Karwendel. Krafft dimostrò ovunque di essere sia un brillante scalatore di roccia che un esperto scalatore di ghiacciai. Il 12 novembre 1892 fondò l'Associazione Accademica Alpina di Monaco di Baviera (AAVM); con undici persone che condividevano le sue idee e ne fu eletto primo presidente. 
Il 13 ottobre 1894 Krafft intraprese una nuova ascensione dallo Schafkar attraverso la parete sud dello Schafkarspitze nel Karwendel a sinistra della via di Hermann von Barth e Alois Zott, senza particolari difficoltà. Nel 1894 Krafft scalò per la prima volta da solo la gola ghiacciata del versante nord-orientale fino alla cima del Grohmannspitze.
Krafft intraprese una carriera scientifica e dopo essersi laureato in giurisprudenza nel 1894 si dedicò alla geologia, come nuova professione. Dopo tre anni di studio, prima un anno a Monaco di Baviera, poi altri due anni a Vienna, nel 1897 ottenne il dottorato in filosofia e nello stesso anno venne nominato geologo dall'Imperial e Regio Istituto Geologico. L'Istituto Reich lo inviò nella zona di Cima d'Asta per effettuare rilievi geologici. Partecipò anche al Congresso geologico Internazionale di Mosca partecipando ad un'escursione nella Livonia. 
Una prima opportunità come geologo gli venne offerta nel 1988 dall'alpinista  Willi Rickmer Rickmers  (1873-1965), che lo invitò ad accompagnarlo in un viaggio scientifico in Asia centrale, a Bukhara e sugli altopiani del Pamir. Appena tornato dal suo viaggio in Bocharesia, Krafft ricevette dal governo inglese l'offerta per entrare a far parte del Servizio geologico imperiale per l'India. La sua nomina definitiva a membro del "Geological Survey of India" avvenne subito dopo la sua presentazione personale a Londra e il 1° gennaio 1899 lasciò l'Europa per trasferirsi in India.  Durante il suo soggiorno in India, effettuò due importanti viaggi sull'Himalaya, ciascuno della durata di sei mesi. La sua professione lo portò alle sorgenti del Gange e più volte ad altitudini di 5.800 metri. Nel 1899 si sposò con Mabel Bremner di Edimburgo. Dopo che, un viaggio in Tibet nel 1900 fu ostacolato dai disordini cinesi, Krafft prese parte a una spedizione nel Sultanato dell'Oman. Il 21 settembre tornò a casa a Calcutta, malato di febbre e morì il giorno successivo.

## Carriera alpinistica
- 1884 salita al Kleine Zinne, 2.857m, (Dolomiti di Sesto);
- 1888 quinta salita al  e primo tentativo al Totenkichl-parete nordest "Krafftkamin", IV-, 100 HM, 2.190 m, (Wilder Kaiser);
- 1888 primo tentativo al Totensessel "Krafft-Führe", 1.745 m, (Wilder Kaiser);
- 1889 seconda salita al Winklerturm-parete sudest, IV+, 150 HM, 2.800 m, (Torri del Vajolet, Catinaccio);
- 1889 attraversamento dell'Ortles e primo tentativo di discesa via Hinterer Grat, 3.902 m, (Alpi dell'Ortles);
- 1889 primo tentativo alla cresta Ortles-est-nordest "Marltgrat", III, a 50°, 3.905m, (Gruppo dell'Ortles);
- 1890 salita al Totenkirchl "Winklerschlucht", IV, 450 HM, 2.193 m (Wilder Kaiser);
- 1890 terzo e primo tentativo al Fleischbank attraverso il versante nordoccidentale dello Schneeloch "Krafftriß", IV, 50 HM, 2.187 m, (Wilder Kaiser);
- 1890 terzo e primo tentativo al Fleischbank, versante nordovest "Krafftriß" dalla Fleischbankscharte, IV, 50 HM, 2.187 m, (Wilder Kaiser);
- 1890 primo tentativo al  Klein e Mitterkaiser, cime principali da sud "via normale?", 2.007 m, (Wilder Kaiser);
- 1890 primo tentativo al Hintere Karlspitze, versante nord dello Schneeloch, III, 400 HM, 2.283 m, (Wilder Kaiser);
- 1890 prima salita alla Simonyspitze orientale, versante sud "Variant", 3.488 m, (Gruppo del Venediger);
- 1890 prima salita al Simonyspitze orientale, 3.488 m, al Simonyspitze occidentale "Schartenabstieg", 3.488 m, (Gruppo del Venediger);
- 1891 prima salita alla Goinger Törlspitze dal Griesner Kar, 2.193 m, (Wilder Kaiser);
- 1891 prima salita alla Hintere Nonnenspitz,  cima ovest da nord, 3.254 m, (Alpi dell'Ortles);
- 1891 prima salita alla  Rocca Santa Caterina 3.529 m, alla Cime di Pejo, 3.549 m, (Alpi dell'Ortles);
- 1891 prima salita alla Punta Taviela alla Cime di Pejo (Punta di Pejo); 3.549 m, (Alpi dell'Ortles);
- 1891 prima traversata della Cime di Pejo (Punta di Pejo) 3.549 m, alla  Rocca Santa Caterina  3.529 m, (Alpi dell'Ortles);
- 1891 prima salita della Vertainspitze, fianco ovest della cresta più bassa testa della cresta sud-ovest, 3. 541 m, (Alpi dell'Ortles);
- 1891 prima salita della Madritschspitze per il fianco nord-ovest, 3.265 m, (Alpi dell'Ortles);
- 1891 prima traversata del Cevedale, 3.778 m, Punta San Matteo, 3.678 m, in 21 ore, (Alpi dell'Ortles meridionali);
- 1891 prima traversata della Cima Venezia da est a ovest, II, 3.371 m, e III, 3.356 m, (Alpi dell'Ortles);
- 1892 prima salita dell'Hintere Schranspitze tramite la cresta est-sudest, 3.357 m, (Alpi Venoste);
- 1893 seconda salita al Totenkichl-cresta sudest in discesa, 2.190 m, (Wilder Kaiser);
- 1893 prima salita al Kleinkaiserl, parete sud-ovest, 2.216 m, (Monti Kaiser);
- 1893 prima salita della cresta est del Treffauer, III, 2.304 m, (Wilder Kaiser);
- 1893 prima salita della Vordere Madatschspitze, 3.184 m, Mittlere Madatschspitze, 3.313 m, Hintere Madatschspitze, 3.432 m, (Ortles Alpi);
- 1893 prima salita della cresta est del Treffauer, III, 2.304 m, (Wilder Kaiser); Königspitze, 3.859 m, monte Zebrù, 3.740 m, - Ortler, 3.905 m, (Ortles Alpi);
- 1893 prima salita del Pizzo Tresero, 3.594 m, Cevedale, 3.778 m, (Alpi dell'Ortles);
- 1893 prima salita della Cima del Forno da est a ovest, (Alpi dell'Ortles);
- 1893 salita di 15 monti dell'altezza di tremila metri in 20 ore;
- 1894 prima salita alla Schafkarspitze parete sud "Platz-Krafft-Führe", 2.513 m, (Karwendel);
- 1894 prima salita (in solitaria); alla Grohmannspitze "Krafftkamin", IV, 3.126 m, (Gruppo del Sassolungo);
- 1895 prima salita alla Punta Barthspitze, 2.661 m, (Karwendel);
- 1895 sesta salita e prima salita senza guida alla parete est del Watzmann "Kederbacher Weg", IV, 1.800 m, 2.713 m, (Alpi di Berchtesgaden);
- 1895 prima salita alla Spritzkarspitze da nord dall'Eiskarl, 2.605 m, (Karwendel);
- 1896 prima salita allo Spritzkarspitze dall'Eng attraverso l'Eiskarln, 2.605 m, (Karwendel);
- 1896 nona salita alla parete est del Watzmann "Kederbacher Weg", IV, 1800 m, 2.713 m, (Alpi di Berchtesgaden);
- 1898 partecipante alla spedizione Bukhara-Pamir, (Asia centrale);
- 1898 seconda spedizione sulle montagne del Bukhara orientale (oggi Tagikistan); seconda salita alla parete sud-est del Winklerturm "Winklerriss", IV+, 120 m, 2800 m, (Torri del Vajolet, Catinaccio); salita al Cervino, 4.478 m, (Alpi Vallesane); salita al Piz Tresero, 3.594 m, al Cevedale, 3.778 m, (Alpi dell'Ortles); salita all'Hochtenn, 3.318 m, al Wiesbachhorn, 3.570 m, (Alti Tauri)[1][2].